# Грузинська національна академія наук

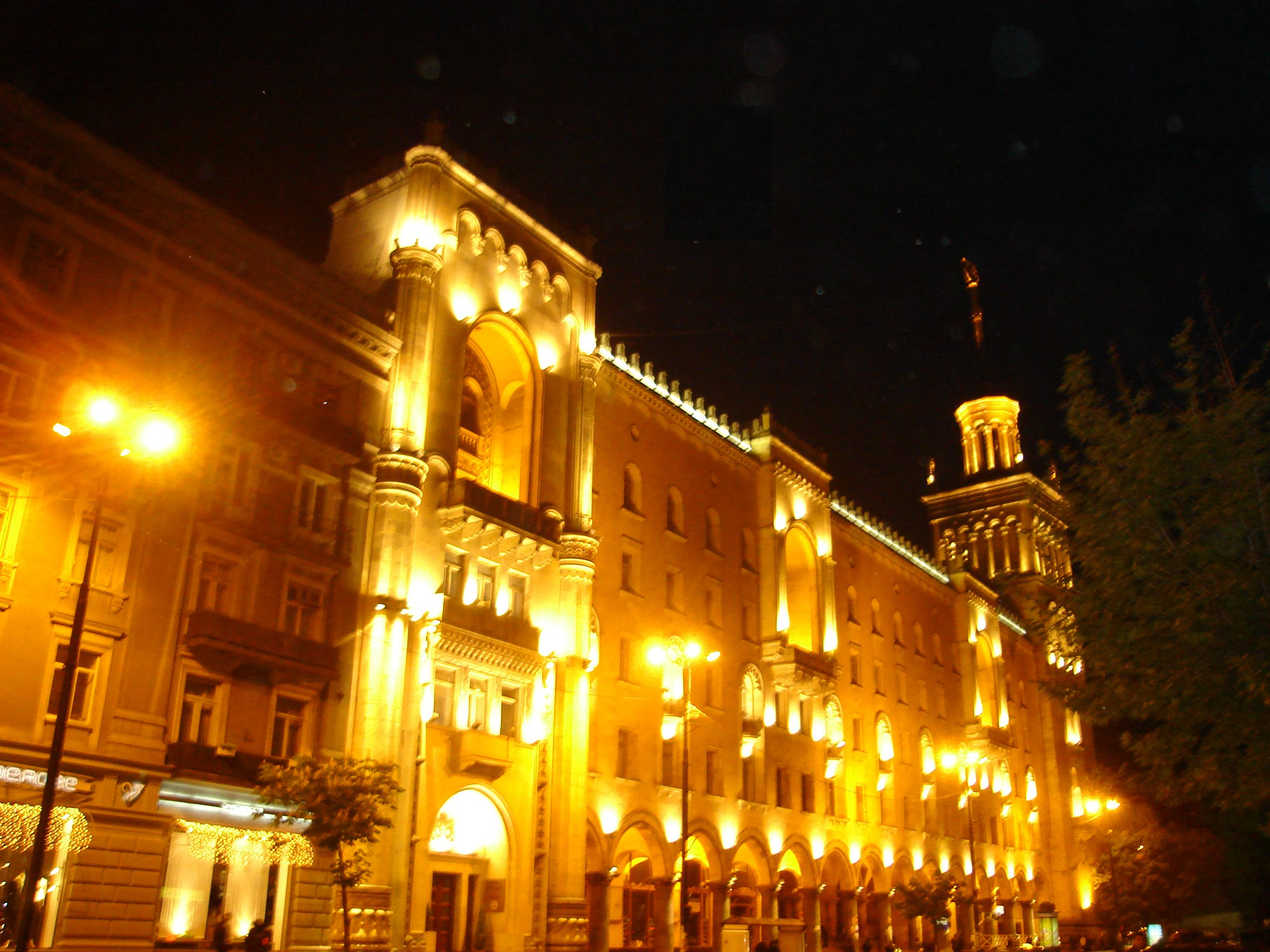
Будівля Грузинської Академії наук

Грузинська національна академія наук (груз. საქართველოს მეცნიერებათა ეროვნული აკადემია) — вища наукова установа Грузії. Розташована в Тбілісі на проспекті Шота Руставелі.

## Діяльність

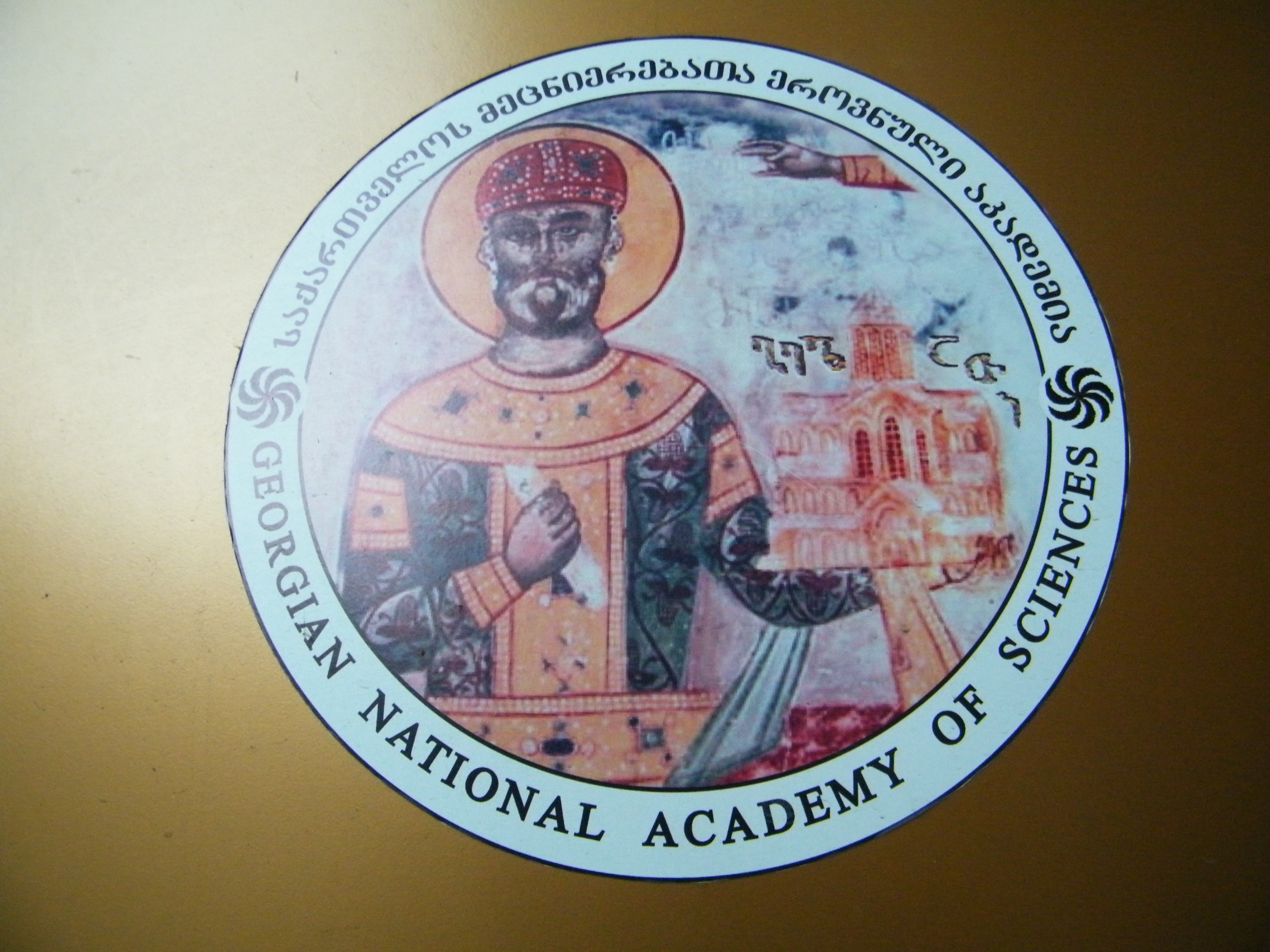
Герб національної академії наук Грузії

Координує наукові дослідження в Грузії і розвиває відносини з академіями наук зарубіжних країн та іншими науковими центрами.

## Склад
Національна академія наук Грузії складається з дійсних членів (академіків), членів-кореспондентів та іноземних членів Академії. Його Святість Ілля II — Католикос-патріарх всієї Грузії — почесний академік Грузинської Національної академії наук.
Президент Національної академії наук Грузії — Тамаз Гамкрелідзе.

## Структура
Грузинська національна академія наук ділиться на 10 відділів:
1. Відділення математики і фізики — академік-секретар академік Джумбер Ломінадзе;
2. Відділення наук про Землю — академік-секретар академік Іраклій Гамкрелідзе;
3. Відділення прикладної механіки, машинобудування і процесів управління — академік-секретар академік Мінді Салуквадзе
4. Відділення хімії та хімічної технології — академік-секретар академік Гіві Цинцадзе
5. Відділення біологічних наук — академік-секретар академік Георгій Квесітадзе
6. Відділення фізіології і медицини — академік-секретар академік Фрідон Тодуа
7. Відділення сільськогосподарських наук — академік-секретар академік Отар Натішвілі
8. Відділення соціальних наук — академік-секретар академік Роїн Метревелі
9. Відділення мови, літератури і мистецтва — виконувач обов'язків академіка-секретаря академік Гуча Кварацхелія

## Історія

### Середньовіччя
Грузинська національна академія наук опирається на багаті культурні і наукові традиції, які грузинський народ створив протягом століть. Багато століть тому видатні грузинські учені зробили блискучі переклади та створили оригінальні твори в освітніх і наукових центрах того часу, таких, як школа філософії і риторики в Колхіді (4 століття), центрах духовної культури в Палестині (5 століття) , Сирії (6 століття), Греції (10 — 15) і Болгарії (11 століття), а також в Академіях Гелаті і Ікалті (12 століття) в Грузії.
Засновану грузинським царем Давидом Будівельником, Академію Гелаті, яку називали «Новими Афінами і другим Єрусалимом», вважають однією з найстаріших науково-освітніх установ в Європі.
Середньовічна Грузія відрізнлася високим рівнем розвитку філософії, історіографії, поетики, мистецтва (особливо ремесел і національної архітектури), теології, права і законодавства, астрономії, географії, медицини та іншими галузями науки. Це підтверджують унікальні рукописи стародавніх грузинських і зарубіжних авторів, та вказують на багату культурну спадщину грузинського народу. Вже в першій половині 5 століття був створений чудовий пам'ятник грузинської літератури «Мучеництво святої цариці Шушанік» Якоба Цуртавелі, і справжній пік розвитку середньовічної суспільної думки представлений епічною поемою «Витязь у тигровій шкурі» Шота Руставелі.

### Новітня історія
Академія наук Грузії, як організована форма об'єднання грузинських учених, була створена в лютому 1941 року на базі Грузинської філії АН СРСР і кількох інститутів, які раніше входили до складу Тбіліського університету. Безпосередніми попередниками академії, які підготували основи для її створення, були Грузинська філія Всесоюзної академії наук і Тбіліський державний університет, де цілий ряд науково-дослідних інститутів і наукових центрів були створені в 20-х і 30—х роках 20 століття. Перші шістнадцять обраних членів Академії наук Грузії працювали у двох відділеннях: відділенні математики і природничих наук і відділенні суспільних наук. Першим президентом Академії наук Грузинської СРСР став Ніколоз Мусхелішвілі (Мусхелішвілі Микола Іванович). Станом на 1959 рік в складі АН Грузинської РСР був 1 почесний академік, 43 дійсні академіки і 30 членів-кореспондентів. Було створено 5 відділів: суспільних наук, математичних і природничих наук, біологічних наук, технічних наук, медичних наук, які об'єднували 32 інститути і 36 інших наукових установ.

### Засновники Академії
Засновниками Академії були академіки:
- Георгій Ахвледіані (лінгвістика)
- Іван Беріташвілі (фізіологія)
- Арнольд Чикобава (лінгвістика)
- Георгій Чубінашвілі (мистецтво)
- Симон Джанашія (історія)
- Олександр Джанелідзе (геологія)
- Корнелій Кекелідзе (філологія)
- Ніколоз Кецховелі (ботаніка)
- Тарас Кварацхелія (субтропічні культури)
- Георгій Хачапурідзе (історія)
- Ніколоз Мусхелішвілі (математика, механіка)
- Акакій Шанідзе (лінгвістика)
- Олександр Твалчрелідзе (мінералогія, петрографія)
- Дімітрі Узнадзе (психологія)
- Киріак Заврієв (конструктивна механіка)
- Пилип Зайцев (зоологія)